# Urtis Blackett
Urtis Blackett (né le 24 mars 1973 à Saint-Vincent-et-les-Grenadines) est un joueur de football international vincentais, qui évoluait au poste de gardien de but.

## Biographie

### En équipe nationale
Urtis Blackett joue avec l'équipe de Saint-Vincent-et-les-Grenadines entre 1996 et 2000.
Il participe avec cette équipe à la Gold Cup 1996 organisée aux États-Unis.